# Baharak (huyện), Takhar
Baharak là một huyện thuộc tỉnh Takhar, Afghanistan. Dân số thời điểm năm 1999 là -7,8 người.